# Tyreece Campbell
Tyreece Anthony Tupac Shakur Campbell (* 14. září 2003) je jamajský profesionální fotbalista, který hraje na pozici útočníka za anglický klub Charlton Athletic FC. Narodil se v Anglii, ale hraje za jamajský národní tým.

## Klubová kariéra
Campbell se připojil k Charlton Athletic ve věku devíti let poté, co absolvoval zkoušku v Crystal Palace. Svou první profesionální smlouvu podepsal 21. července 2021.
Svůj profesionální debut za Charlton absolvoval při porážce 0:4 v League One proti Oxford United 19. února 2022. Svůj první profesionální start v základní sestavě – hrál prvních 62 minut – si připsal při vítězství 1:0 na hřišti Shrewsbury Town 22. října 2022. První gól v seniorském fotbale vstřelil v 19. minutě při vítězství 2:0 nad Barnsley na The Valley 14. ledna 2023.
Dne 3. května 2024 podepsal Campbell s Charltonem novou dvouletou smlouvu s možností prodloužení o další rok.

## Reprezentační kariéra
Dne 19. května 2025 byl Campbell vybrán do předběžného 60členného týmu Jamajky pro Zlatý pohár CONCACAF 2025.
Dne 3. června 2025 byl Campbell zařazen do 24členného kádru jamajské reprezentace pro kvalifikaci na Mistrovství světa ve fotbale 2026.
Campbell debutoval za Jamajku 10. června 2025, když nahradil Renalda Cephase po 84 minutách při vítězství 3:0 nad Guatemalou.

## Osobní život
Campbell se narodil v Anglii a má jamajský původ. Jeho rodiče mu dali druhá jména na počest amerického rappera Tupaca Shakura, jehož byli fanoušky; Campbell jeho hudbu neposlouchá.

## Statistiky

### Klubové
Platí k zápasu hranému 25. května 2025.
| Klub              | Sezóna            | Liga              | Liga   | Liga | Národní pohár | Národní pohár | Ligový pohár | Ligový pohár | Ostatní | Ostatní | Celkově | Celkově |
| Klub              | Sezóna            | Soutěž            | Zápasy | Góly | Zápasy        | Góly          | Zápasy       | Góly         | Zápasy  | Góly    | Zápasy  | Góly    |
| ----------------- | ----------------- | ----------------- | ------ | ---- | ------------- | ------------- | ------------ | ------------ | ------- | ------- | ------- | ------- |
| Charlton Athletic | 2021/22           | EFL League One    | 2      | 0    | 0             | 0             | 0            | 0            | 0       | 0       | 2       | 0       |
| Charlton Athletic | 2022/23           | EFL League One    | 22     | 2    | 3             | 0             | 0            | 0            | 4       | 0       | 29      | 2       |
| Charlton Athletic | 2023/24           | EFL League One    | 33     | 2    | 2             | 1             | 1            | 0            | 4       | 1       | 40      | 4       |
| Charlton Athletic | 2024/25           | EFL League One    | 44     | 7    | 2             | 1             | 1            | 0            | 6       | 1       | 53      | 9       |
| Charlton Athletic | 2025/26           | EFL Championship  | 0      | 0    | 0             | 0             | 0            | 0            | —       | —       | 0       | 0       |
| Celkově v kariéře | Celkově v kariéře | Celkově v kariéře | 101    | 11   | 7             | 2             | 2            | 0            | 14      | 2       | 124     | 15      |

### Reprezentační
Platí k zápasu hranému 10. června 2025.
| Národní tým | Rok     | Zápasy | Góly |
| ----------- | ------- | ------ | ---- |
| Jamajka     | 2025    | 1      | 0    |
| Celkově     | Celkově | 1      | 0    |

## Úspěchy
Charlton Athletic
- Play-off EFL League One: 2025